# Dammartin-les-Templiers
Dammartin-les-Templiers település Franciaországban, Doubs megyében. Lakosainak száma 207 fő (2022. január 1.). Dammartin-les-Templiers Ougney-Douvot, Aïssey és Glamondans községekkel határos.

## Népesség
A település népességének változása:
| Lakosok száma | 144  | 132  | 174  | 194  | 221  | 215  | 197  | 189  | 184  | 207  |
|               | 1968 | 1982 | 1990 | 2006 | 2013 | 2015 | 2017 | 2019 | 2020 | 2022 |